# Segundo Protocolo Facultativo del Pacto Internacional de Derechos Civiles y Políticos
El Segundo Protocolo Facultativo del Pacto Internacional de Derechos Civiles y Políticos, destinado a la abolición de la pena de muerte es un protocolo adicional al Pacto Internacional de Derechos Civiles y Políticos (ICCPR, por sus siglas en inglés). Fue aprobado el 15 de diciembre de 1989 y entró en vigor el 11 de julio de 1991. A fecha de enero de 2025, el protocolo contaba con 92 miembros y 40 signatarios.

## Contenido y reservas
El Segundo Protocolo Facultativo compromete a sus miembros a la abolición de la pena de muerte al interior de sus fronteras, aunque el artículo 2.1 supone una excepción, ya que permite la ejecución en caso de crímenes graves en tiempos de guerra. Inicialmente, Chipre, Malta y España presentaron esas reservas y, subsecuentemente, las retiraron. Azerbaiyán y Grecia todavía mantienen reservas en la implementación del Protocolo, a pesar de que ambos prohibieron la pena de muerte bajo todas las circunstancias.